# Roger Bocquet
Roger Bocquet (9. dubna 1921, Ženeva, Švýcarsko – 10. března 1994, Ženeva, Švýcarsko) byl švýcarský fotbalový obránce a reprezentant.

## Klubová kariéra
- 1938–1939  CS International Genève
- 1939–1954  Lausanne Sports

## Reprezentační kariéra
Reprezentoval Švýcarsko.
Ve švýcarské reprezentaci debutoval 16. 5. 1943 v přátelském zápase v Ženevě proti týmu Maďarska (prohra 1:3). Celkem odehrál v letech 1943–1954 za švýcarský národní tým 48 zápasů a vstřelil 2 góly.
Zúčastnil se MS 1950 v Brazílii a MS 1954 ve Švýcarsku.